# فرودگاه صحرایی بیرگیفگافا

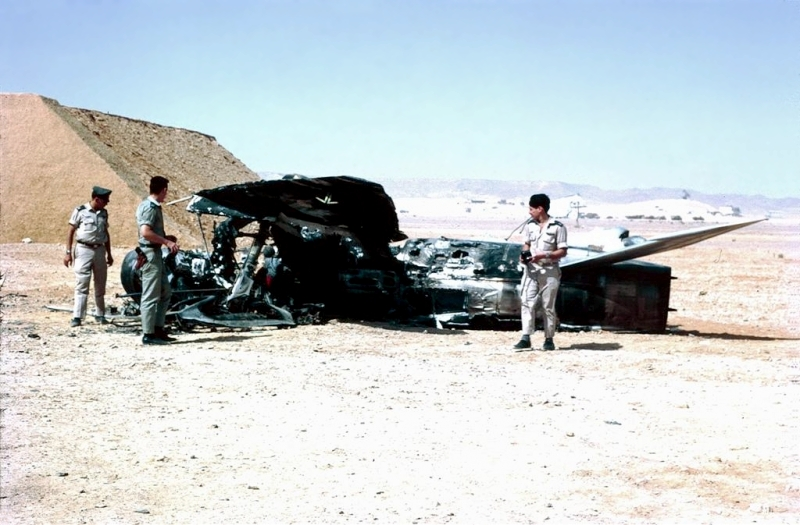
فرودگاه صحرایی بیرگیفگافا

فرودگاه صحرایی بیرگیفگافا (به انگلیسی: Bir Gifgafa Airfield) یک فرودگاه است که یک باند فرود آسفالت دارد و طول باند آن ۲۵۱۲ متر است. این فرودگاه در کشور اسرائیل قرار دارد و در ارتفاع ۳۲۲ متری از سطح دریا واقع شده‌است.